# Liste des boursiers Killam, par ordre alphabétique E
| Nom           | Année | Université                     | Discipline             |
| ------------- | ----- | ------------------------------ | ---------------------- |
| J.G. Eales    | 1989  | Université du Manitoba         | Biologie               |
| J.G. Eayrs    | 1972  | Université de Toronto          | Sciences politiques    |
| W.J. Eccles   | 1969  | Université de Toronto          | Histoire               |
| K. Egan       | 2001  | Université Simon Fraser        | Psychologie            |
| A. Eisenberg  | 1987  | Université McGill              | Chimie                 |
| G.A. Elliott  | 1996  | Université de Toronto          | Mathématiques          |
| D. Eltis      | 2000  | Université Queen's             | Histoire               |
| S.L. Endicott | 1976  | Université York                | Histoire               |
| N.S. Endler   | 1987  | Université York                | Psychologie            |
| J.R. English  | 1985  | Université Waterloo            | Histoire               |
| R.V. Ericson  | 1998  | Université of British Columbia | Sociologie et Histoire |
| D.D. Evans    | 1975  | Université de Toronto          | Philosophie            |